# Jonas Höltschi
Jonas Höltschi (* 15. Dezember 1989) ist ein Schweizer Unihockeyspieler, welcher beim Nationalliga-A-Verein Ad Astra Sarnen unter Vertrag steht.

## Karriere
2019 gelang ihm der Aufstieg in die höchste Schweizer Spielklasse mit Ad Astra Sarnen. 2021 beendete der Luzerner seine Karriere, liess sich jedoch zur Rückkehr aufs Spielfeld überreden.